# Catedral de Santa María (Daca)
La Catedral de Santa María también llamada Catedral de la Inmaculada Concepción es el nombre que recibe un edificio religioso que pertenece a la Iglesia Católica y se encuentra ubicado en la vía Kakrail, Ramna, en la ciudad de Daca, la capital del país asiático de Bangladés. Fue establecida en 1956 y su fiesta se celebra el 8 de diciembre. 
Sigue el rito romano o latino y es sede de la arquidiócesis de Daca (en latín: Archidioecesis Dhakensis; en bengalí: ঢাকার বিশপের এলাকা).
Es una de las 2 catedrales con las que cuenta la ciudad siendo la otra la dedicada a Santo Tómas que pertenece a la Iglesia Anglicana.
Su arzobispo metropolitano es Patrick D’Rozario. Esta dedicada a la Virgen María en su advocación de la Inmaculada Concepción.